# Carlos Vidal Lepe
Carlos Vidal Lepe (24 de febrer de 1902 - 7 de juny de 1982) fou un futbolista xilè.

## Selecció de Xile
Va formar part de l'equip xilè a la Copa del Món de 1930.